# سرطان مولکولی
سرطان مولکولی (به انگلیسی: Molecular Cancer) یکی از معتبرترین مجلات علمی در حوزهٔ سرطان‌شناسی است که با دسترسی آزاد و داوری همتا منتشر می‌شود. این نشریه توسط بیومد سنترال (BioMed Central)، زیرمجموعه‌ای از اشپرینگر نیچر، منتشر می‌گردد و به صورت آنلاین در دسترس است.
این مجله در سال ۲۰۰۲ تأسیس شد و نخستین سردبیر آن چی وی. دانگ، مدیر علمی مؤسسه تحقیقات سرطان لودویگ بود. از سال ۲۰۱۴ تا کنون، کریستوفر نیکوت، ویروس‌شناس برجسته و پژوهشگر حوزهٔ زیست‌شناسی سرطان، سردبیری آن را برعهده دارد.

## حوزهٔ پوشش
نشریهٔ سرطان مولکولی به انتشار پژوهش‌های بنیادی و بالینی در زمینهٔ زیست‌شناسی مولکولی سرطان می‌پردازد. برخی از زمینه‌های مورد توجه این مجله عبارت‌اند از:
- اپی‌ژنتیک
- آران‌ای‌های غیررمزگذار (مانند lncRNA و miRNA)
- مسیرهای سیگنال‌دهی سلولی
- ایمنی‌درمانی و فرار ایمنی تومورها
- مقاومت دارویی و درمان‌های هدفمند
- زیست‌نشانگرها و پزشکی دقیق

## نمایه‌سازی و ضریب تأثیر
این مجله در پایگاه‌های معتبری مانند پاب‌مد، اسکوپوس و وب آو ساینس نمایه می‌شود. بر اساس گزارش استنادی مجلات در سال ۲۰۲۱، ضریب تأثیر این نشریه برابر با ۴۱٫۴۴۴ بوده است که آن را در میان برترین مجلات حوزهٔ علوم زیستی و سرطان قرار می‌دهد.